# Melankólia
A melankólia (a görög µέλαινα χολή, "fekete epe" szóból) az európai ókori, középkori és modern kor előtti (premodern) orvostudományban megtalálható fogalom, amely egy állapotot ír le. Ezt az állapotot a kifejezetten depressziós hangulat, a testi panaszok, esetenként hallucinációk és téveszmék jellemeznek.
A négy temperamentum egyikeként tartották számon.  A 18. századig az orvosok és más tudósok a melankolikus állapotokat az általuk észlelt közös ok alapján minősítették - a „fekete epe” néven ismert fogalmi folyadék feleslegét, amelyet általában a léphez kötöttek.
A 18. század vége és a 19. század vége között a melankólia gyakori orvosi diagnózis volt, és a depresszió mint hangulatzavar modern fogalmai végül ebből a történelmi kontextusból fakadtak.
Rokon fogalmak a melankóliára a történelmi orvostudományban: a morózus állapot (a latin morosus szóból, jelentése: "önszántából"), fanyarság és a szaturnitás (latinul Sāturnīnus, jelentése: "a Szaturnusz bolygó hatása alatt").

## Meghatározás
A "melankólia" elnevezés a humorizmus régi orvosi meggyőződéséből származik: egy olyan betegség, amelyet a négy alapvető testnedv közül egy vagy több egyensúlyhiánya okoz. Hippokratész és az azt követő hagyományok szerint a melankóliát a fekete epe feleslege okozta, innen a név, ami "fekete epét" jelent (az ókori görög μέλας ("sötét, fekete") és a χολή ("epe") szavak keresztezéséből). Az a személy, akiben általában a fekete epe volt túlsúlyban, „melankolikus” hajlamú volt.
A melankóliát a Krisztus előtti negyedik és ötödik századokban különálló betegségként írták le, különös lelki és fizikai tünetekkel. Hippokratész az Aforizmák című könyvében az összes hosszú ideig tartó félelmet és kétségbeesést a melankólia tüneteinek minősítette. A Hippokratész által említett egyéb tünetek a következők: rossz étvágy, álmatlanság, ingerlékenység, izgatottság.
Galénosz a "megmaradó téveszméket" is a tünetek listájához adta. Galénosz szerint a melankólia rákot is okoz. Aretaiosz szerint a melankólia állapotát a gyötrelem és a téveszme is okozta.
A 10. században a perzsa Al-Akhawayni Bokhari orvos úgy írta le a melankóliát, mint egy krónikus betegséget, amelyet a fekete epe agyra gyakorolt hatása okoz. Úgy írta le a melankólia korai klinikai megnyilvánulásait, mint "a megmagyarázhatatlan félelemtől való szenvedés, a kérdések megválaszolásának vagy hamis válaszok adásának képtelensége, amikor az ember önmagán nevet és sír, mindez láz nélkül".
Robert Burton 1621-es A melankólia anatómiája című könyvében részletesen ír a melankólia témaköréről, irodalmi és orvosi szempontból egyaránt. A melankóliáról alkotott koncepciójába az összes agyi betegség beletartozik, amelyeket több típusra oszt fel. Burton szerint a tizenhetedik században a zene és a tánc fontos tényezők voltak az agyi betegségek gyógyításában.
A tizennyolcadik és tizenkilencedik századokban a melankólia fogalma elvesztette a depresszióhoz kapcsolt jelentését, és csak az abnormális meggyőződésekről szólt.
A huszadik században a melankólia fogalma az abnormális meggyőződésekhez kapcsolt jelentését is elvesztette, a köznapi értelemben pedig teljes egészében a depresszió szinonimájává vált.